# Emsfors
Emsfors is een plaats in de gemeente Oskarshamn en voor een klein deel in de gemeente Mönsterås in het landschap Småland en de provincie Kalmar län in Zweden. De plaats heeft 353 inwoners (2005) en een oppervlakte van 62 hectare.